# バンクシー作品らしきネズミの絵
「バンクシー作品らしきネズミの絵」（バンクシーさくひんらしきネズミのえ）は、東京都港区の防潮扉に書かれていたネズミの絵。その特徴から、覆面芸術家のバンクシーによる作品と推定されている。

## 概要

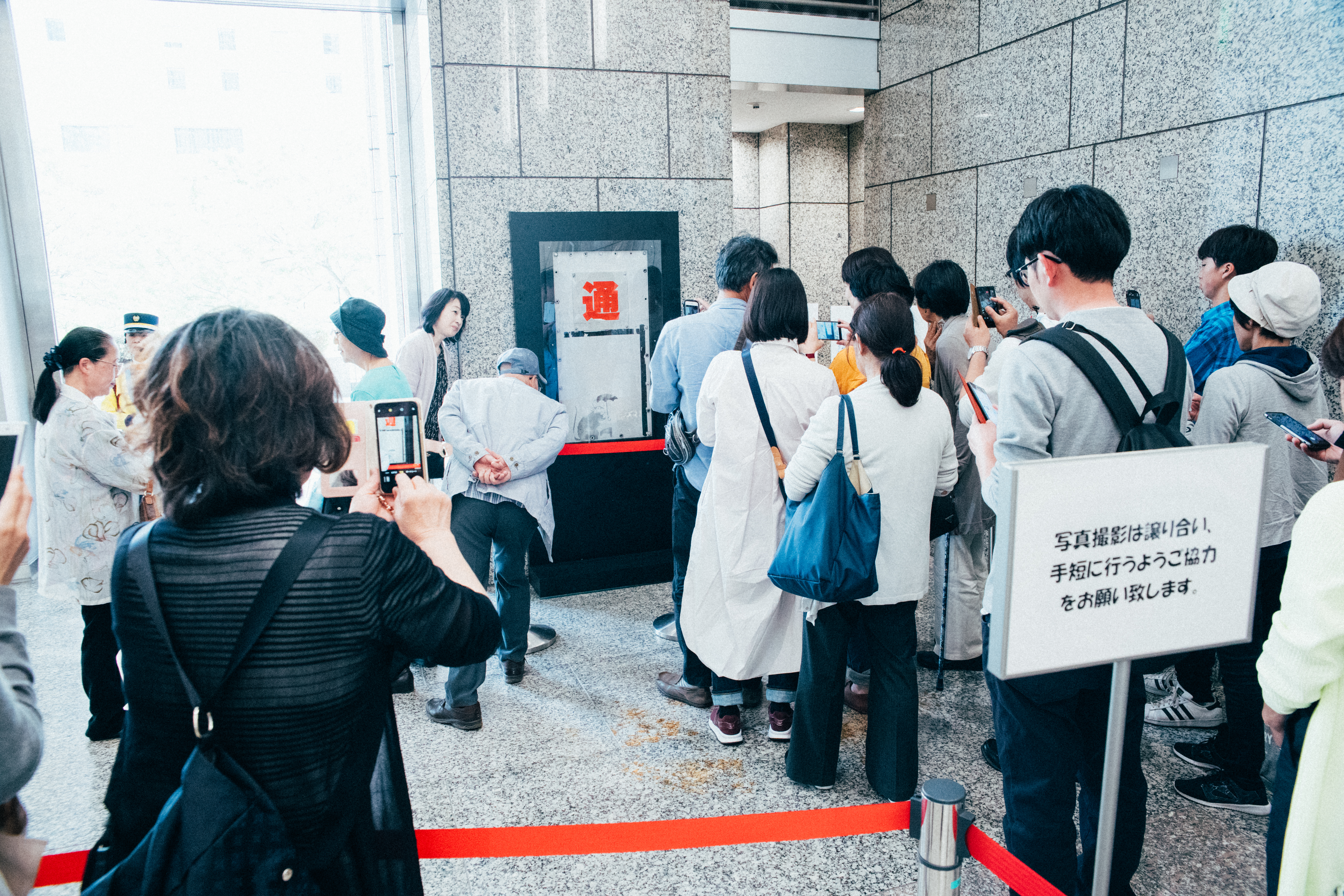
「バンクシー作品らしきネズミの絵」（2019年5月）

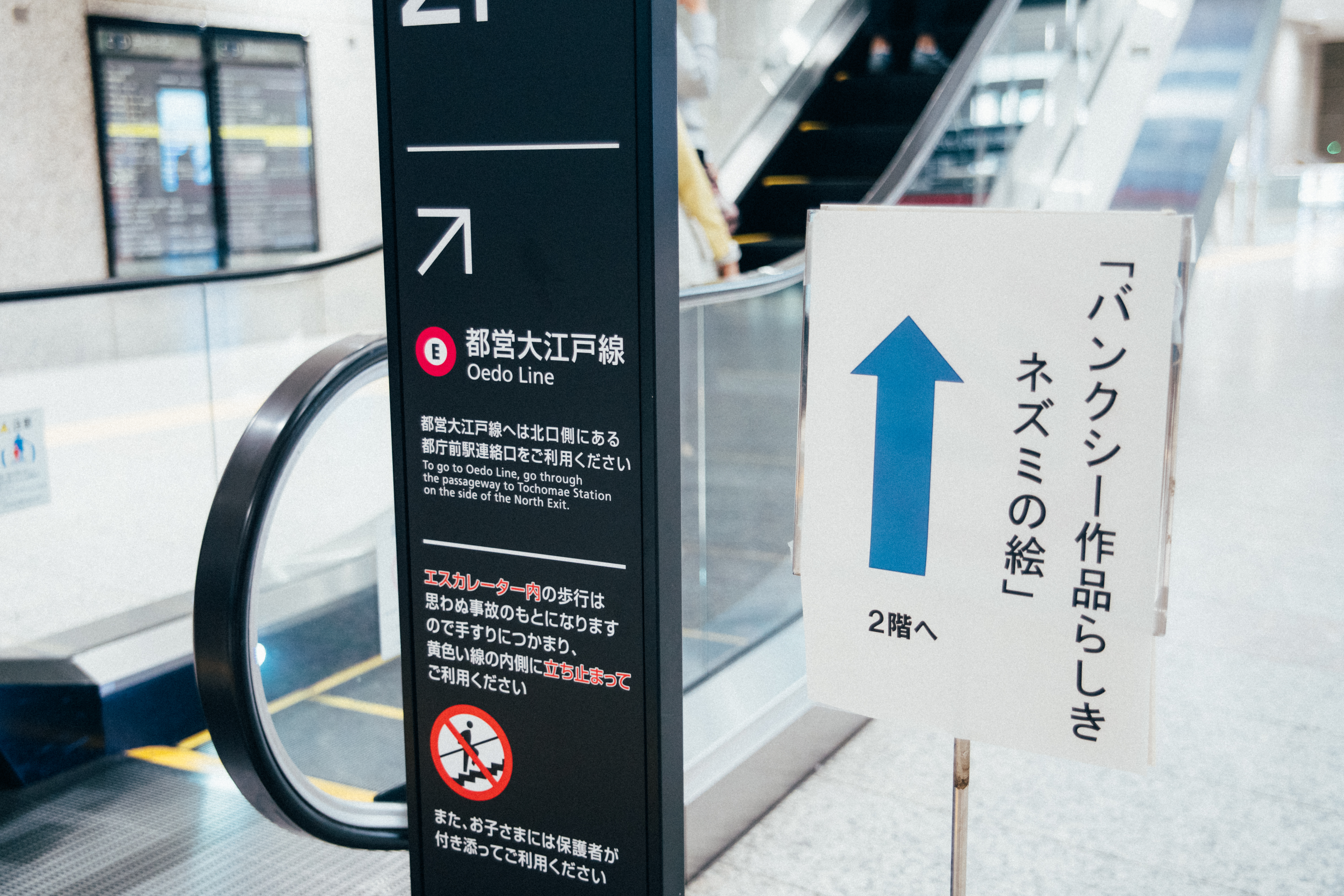
東京都庁に設置された「バンクシー作品らしきネズミの絵」の案内板（2019年5月）

縦1メートル・横50センチメートルほどのスペースに、鞄と傘を手にして空を見上げるネズミが描かれた絵で、東京都港区・東京臨海新交通臨海線日の出駅付近にある東京都が所有する防潮扉に描かれていた。
2006年に刊行されたバンクシーの作品集『Wall and Peace』に掲載された、2003年に東京都で描いたとされる絵『Tokyo 2003』と酷似している。また、2010年に公開された、バンクシーが監督した映画「イグジット・スルー・ザ・ギフトショップ」にもこの絵と同一と見られる絵が登場している。
東京芸術大学の毛利嘉孝は、前述の作品集の写真はこのバンクシー作品らしき絵の写真を反転させたものと推定している。読売新聞の取材に対して、バンクシーは「本物かどうかは認証しない」「確認を与えることは出来ない」と回答している。

### 撤去と保護
東京都は、この撤去を発表する10年ほど前からこの落書きの存在を認知していた。
2018年12月、東京国立近代美術館館長の神代浩から東京都にこの絵はバンクシーの作品に似ていること、保護の必要性などについて情報提供があり、都は、1月17日時点でこの絵が書かれていた防潮扉を撤去し、保存・鑑定作業を始めていた。神代が東京新聞の取材に答えたところによると、神代は2018年12月初旬に東京港湾エリアにバンクシーらしき作品が存在するという情報を得、情報提供者による保存要望を聞いて美術館内部で取扱を検討した後、都に連絡をするに至ったという。
この絵が保護された際、東京都知事の小池百合子はTwitterにおいて「東京への贈り物かも」と投稿し、これに対しては器物損壊を容認したとの批判があがった。都は「落書きは容認できないが、本物なら保全の必要がある」としている。
この絵の存在の発表と同時期に、日本の各地でバンクシーの絵に似た絵が発見された。茨城県高萩市で発見された同様の絵に関して、東京新聞がバンクシー本人にメール取材を行ったところ、「This is not by Bansky」（綴り間違いはバンクシーのメール原文ママ）という回答を得たという。
4月17日、小池都知事はバンクシー作品らしきネズミの絵を東京都庁で公開・展示することを検討している旨発表した。この際小池は、真贋を確認するためバンクシー本人のインスタグラムにメッセージを送ったものの返答がなかったことを明らかにした。19日、都は4月25日から5月8日まで都庁内で展示・公開し、公開終了後は都で保管すると発表した。この際、真贋が確定できないことから、作品の横には「バンクシー作品らしきネズミの絵」という標題を記したパネルが設置された。